# Бахтійор Хамідуллаєв
Бахтійор Хамідуллаєв (узб. Baxtiyor Hamidullayev/Бахтиёр Ҳамидуллаев, нар. 7 березня 1978, Шахрихан) — узбецький футболіст, який грав на позиції нападника. По завершенні ігрової кар'єри — футбольний тренер. Найбільш відомий за виступами в складі клубу «Андижан», у якому був одним із найкращих бомбардирів, двічі ставав кращим бомбардиром чемпіонату Узбекистану, пізніше очолював андижанський клуб як головний тренер.

## Клубна кар'єра
Бахтійор Хамідуллаєв розпочав виступи на футбольних полях у 1995 році у складі нижчолігового узбецького клубу «Шахрихан». У 1997 році футболіст перейшов до складу клубу найвищого узбецького дивізіону «Андижан», де швидко став лідером нападу команди, а в 1999 і 2002 роках ставав кращим бомбардиром чемпіонату Узбекистану. У 2003 році Хамідуллаєв нетривалий час грав у оренді в клубі «Пахтакор», після чого повернувся до «Андижана». У 2005 році футболіст грав у складі клубу «Нефтчі» (Фергана), проте не зумів там стати гравцем основи, тому в 2006 році повернувся до «Андижана», де знову став лідером атак команди. У 2009 році Хамідуллаєв грав у складі клубу «Алмалик», проте за рік повернувся до складу «Андижана», й у 2011 році завершив виступи на футбольних полях.

## Виступи за збірну
Бахтійор Хамідуллаєв у 2001 році грав у складі національної збірної Узбекистану, провів у її складі 7 матчів, у яких відзначився 2 забитими м'ячами. У 2002 році у складі олімпійської збірної Узбекистану футболіст брав участь у футбольному турнірі Азійських ігор.

## Тренерська кар'єра
Після невеликої перерви по закінченні кар'єри гравця Бахтійор Хамідуллаєв розпочав тренерську кар'єру. У 2018—2019 роках колишній футболіст тренував молодіжну команду клубу «Андижан», а в 2020 році нетривалий час був головним тренером клубу.